# Superliga de voleibol 2008-09
La Superliga masculina de voleibol de España 2008-09 fue el XLV torneo de la máxima categoría de liga del voleibol español, organizado por la Real Federación Española de Voleibol (RFEVB).
Se disputó entre 12 equipos por sistema de liga y un play-off final de tres rondas entre los ocho primeros clasificado en la primera fase. Así pues el ganador de la última ronda fue el CAI Voleibol Teruel resultando campeón de la competición. Los dos últimos clasificados, el Vigo Valery Karpin y el Jusan Canarias descendieron a la Superliga 2.
La ronda liguera a doble vuelta se disputó entre el 11 de octubre de 2008 y el 13 de marzo de 2009.

## Clasificación Final
| Puesto | Nombre                    | Sede                       | Región           | 2009-2010             |
| ------ | ------------------------- | -------------------------- | ---------------- | --------------------- |
| 1º     | CAI Voleibol              | Teruel                     | Aragón           | Liga de Campeones CEV |
| 2º     | Unicaja Almería           | Almería                    | Andalucía        | Liga de Campeones CEV |
| 3º     | Palma Volley              | Palma de Mallorca          | Baleares         | Copa CEV              |
| 4º     | Numancia CMA Soria        | Soria                      | Castilla y León  |                       |
| 5º     | Tarragona SPiSP           | Tarragona                  | Cataluña         | Copa CEV              |
| 6º     | Arona Tenerife Sur        | Arona (Tenerife)           | Canarias         | Copa Challenge        |
| 7º     | C.A.V. UCAM Murcia        | Murcia                     | Región de Murcia |                       |
| 8º     | Fábregas Sport Multicaja  | Zaragoza                   | Aragón           |                       |
| 9º     | FC Barcelona              | Barcelona                  | Cataluña         |                       |
| 10º    | CC La Ballena Vecindario  | Vecindario (Gran Canaria)  | Canarias         |                       |
| 11º    | Vigo Valery Karpin        | Vigo (Pontevedra)          | Galicia          | Superliga 2           |
| 12º    | Jusán Canarias Las Palmas | Las Palmas de Gran Canaria | Canarias         | Superliga 2           |

## Clasificación liga regular
| Pos | Equipo                    | J  | G  | P  | SF | SC | Pts. |
| --- | ------------------------- | -- | -- | -- | -- | -- | ---- |
| 1   | Palma Volley              | 22 | 20 | 2  | 61 | 20 | 42   |
| 2   | CAI Voleibol              | 22 | 19 | 3  | 61 | 15 | 41   |
| 3   | Numancia CMA Soria        | 22 | 17 | 5  | 54 | 27 | 39   |
| 4   | Unicaja Almería           | 22 | 14 | 8  | 50 | 32 | 36   |
| 5   | Tarragona SPiSP           | 22 | 14 | 8  | 47 | 39 | 36   |
| 6   | Arona Tenerife Sur        | 22 | 12 | 10 | 46 | 38 | 34   |
| 7   | C.A.V. UCAM Murcia        | 22 | 9  | 13 | 44 | 47 | 31   |
| 8   | Fábregas Sport Multicaja  | 22 | 7  | 15 | 34 | 50 | 29   |
| 9   | FC Barcelona              | 22 | 6  | 16 | 29 | 53 | 28   |
| 10  | CC La Ballena Vecindario  | 22 | 6  | 16 | 23 | 53 | 28   |
| 11  | Vigo Valery Karpin        | 22 | 5  | 17 | 24 | 54 | 27   |
| 12  | Jusán Canarias Las Palmas | 22 | 3  | 19 | 16 | 60 | 25   |

|  | Clasificados para el play-off |
|  | Descienden a Superliga 2      |

J = Partidos Jugados; G = Partidos Ganados; P = Partidos perdidos; SF = Sets a favor; SC = Sets en contra

## Play-off
|  | Cuartos de final                  | Cuartos de final                  |                 |              | Semifinales                                                 | Semifinales                                                 |  |                 | Final                             | Final                             |  |
|  | 28 de marzo 1 de abril 4 de abril | 28 de marzo 1 de abril 4 de abril |                 |              | 11 de abril 12 de abril 17 de abril 18 de abril 22 de abril | 11 de abril 12 de abril 17 de abril 18 de abril 22 de abril |  |                 | 25 de abril 26 de abril 1 de mayo | 25 de abril 26 de abril 1 de mayo |  |
|  |                                   |                                   |                 |              |                                                             |                                                             |  |                 |                                   |                                   |  |
|  |                                   |                                   |                 |              |                                                             |                                                             |  |                 |                                   |                                   |  |
|  | Palma Volley                      | 2                                 |                 |              |                                                             |                                                             |  |                 |                                   |                                   |  |
|  | Palma Volley                      | 2                                 |                 |              |                                                             |                                                             |  |                 |                                   |                                   |  |
|  | Fábregas Sport                    | 1                                 |                 |              |                                                             |                                                             |  |                 |                                   |                                   |  |
|  | Fábregas Sport                    | 1                                 |                 | Palma Volley | 2                                                           |                                                             |  |                 |                                   |                                   |  |
|  |                                   |                                   |                 | Palma Volley | 2                                                           |                                                             |  |                 |                                   |                                   |  |
|  |                                   |                                   | Unicaja Almería | 3            |                                                             |                                                             |  |                 |                                   |                                   |  |
|  | Unicaja Almería                   | 2                                 | Unicaja Almería | 3            |                                                             |                                                             |  |                 |                                   |                                   |  |
|  | Unicaja Almería                   | 2                                 |                 |              |                                                             |                                                             |  |                 |                                   |                                   |  |
|  | Tarragona SPiSP                   | 0                                 |                 |              |                                                             |                                                             |  |                 |                                   |                                   |  |
|  | Tarragona SPiSP                   | 0                                 |                 |              |                                                             |                                                             |  | Unicaja Almería | 0                                 |                                   |  |
|  |                                   |                                   |                 |              |                                                             |                                                             |  | Unicaja Almería | 0                                 |                                   |  |
|  |                                   |                                   | CAI Teruel      | 3            |                                                             |                                                             |  |                 |                                   |                                   |  |
|  | Numancia CMA                      | 2                                 | CAI Teruel      | 3            |                                                             |                                                             |  |                 |                                   |                                   |  |
|  | Numancia CMA                      | 2                                 |                 |              |                                                             |                                                             |  |                 |                                   |                                   |  |
|  | Arona Tenerife S.                 | 1                                 |                 |              |                                                             |                                                             |  |                 |                                   |                                   |  |
|  | Arona Tenerife S.                 | 1                                 |                 | Numancia CMA | 0                                                           |                                                             |  |                 |                                   |                                   |  |
|  |                                   |                                   |                 | Numancia CMA | 0                                                           |                                                             |  |                 |                                   |                                   |  |
|  |                                   |                                   | CAI Teruel      | 3            |                                                             |                                                             |  |                 |                                   |                                   |  |
|  | CAI Teruel                        | 2                                 | CAI Teruel      | 3            |                                                             |                                                             |  |                 |                                   |                                   |  |
|  | CAI Teruel                        | 2                                 |                 |              |                                                             |                                                             |  |                 |                                   |                                   |  |
|  | UCAM Murcia                       | 0                                 |                 |              |                                                             |                                                             |  |                 |                                   |                                   |  |
|  | UCAM Murcia                       | 0                                 |                 |              |                                                             |                                                             |  |                 |                                   |                                   |  |
|  |                                   |                                   |                 |              |                                                             |                                                             |  |                 |                                   |                                   |  |

| Campeón CAI TERUEL |
| Primer título      |

| Predecesor: Temporada 2007-08 | Superliga masculina de voleibol de España 2008-09 | Sucesor: Temporada 2009-10 |